# 苏子河
苏子河，古称苏克素护河（转写：suksuhu bira），满语意为“鱼鹰”，位于中华人民共和国辽宁省东部的河流，是浑河左岸支流，发源于新宾满族自治县红升乡关家村以南的五凤楼岭，向北流入红升水库，出库后向西流，经红升乡、县城新宾镇、永陵镇、木奇镇、上夹河镇古楼村等地后注入大伙房水库。河流全长119千米，流域面积2230平方千米，河道平均比降1.69‰，年均径流量6.141亿立方米。苏子河流域历史上是建州女真苏克素护河部的居住地，同时也是清朝的发祥地，中游左岸的赫图阿拉城是努尔哈赤建国称汗的地方。2003年，辽宁启动苏子河流域水能开发规划，开始建设北头子、姚家山、占贝和胜利水电站。